# 스테판 이시자키
스테판 다이스케 이시자키(스웨덴어: Stefan Daisuke Ishizaki, 일본어: ステファン・ダイスケ・イシザキ, 1982년 5월 15일 ~ )는 스웨덴 스톡홀름 출신의 전 축구 선수로, 현역 시절 포지션은 미드필더였다. 그는 일본인 아버지와 스웨덴인 어머니 사이에서 태어난 닛케이 세대 출신 선수다.
그는 속도와 기술을 무기로 U-23 스웨덴 대표로 출전하였으며 2006년에 스웨덴 대표에 처음 소집되었다. 그는 일본계이지만 스웨덴 출신이기 때문에 일본어는 잘 모른다.